# Notophthiracarus mahunkai
Notophthiracarus mahunkai är en kvalsterart som beskrevs av Wojciech Niedbała 1987. Notophthiracarus mahunkai ingår i släktet Notophthiracarus och familjen Phthiracaridae. Inga underarter finns listade i Catalogue of Life.